# Stanisław Radajewicz
Stanisław Radajewicz (ur. 18 marca 1899 roku w Łodzi, zm. 10 czerwca 1991 roku w East Orange) – major piechoty Wojska Polskiego i Polskich Sił Zbrojnych na Zachodzie, mianowany podpułkownikiem przez władze II RP na uchodźstwie.

## Życiorys
Stanisław Radajewicz do 1914 roku uczęszczał do szkoły realnej w Łodzi. W marcu 1916 roku w Radomsku wstąpił do Polskiej Organizacji Wojskowej, a 12 kwietnia do Legionów Polskich. Po 2 miesiącach na żądanie rodziców został z nich zwolniony. W gimnazjum realnym w Radomsku kontynuował naukę kończąc w 1917 roku IV klasy i jednocześnie działał w tamtejszej komórce POW. W Wojsku Polskim od 1 listopada 1918 roku, uczestnicząc początkowo w organizacji oddziałów w Radomsku, a 1 stycznia 1919 roku został przydzielony do Obozu „Jabłonna”. Ukończył w nim szkołę podoficerską oraz dowodził plutonem w kompanii sztabowej obozu. Mianowany plutonowym 3 kwietnia 1919 roku z jednoczesnym nadaniem przydziału do sądu polowego 2 Dywizji Piechoty Legionów, w którym służył do końca wojny polsko-bolszewickiej. Od 3 kwietnia do 3 sierpnia 1919 roku był w nim protokolantem, od 3 sierpnia 1919 do 31 grudnia 1920 roku zastępcą sekretarza, od 31 grudnia 1920 do 24 kwietnia 1922 roku sekretarzem i w tym czasie (1920) awansując do stopnia starszego sierżanta. Po zakończeniu wojny 1 sierpnia 1921 roku został zweryfikowany jako urzędnik wojskowy XI rangi i od 24 kwietnia do 4 lipca 1922 roku był przydzielony do Wojskowego Sądu Rejonowego w Warszawie, a później do Wojskowego Sądu Rejonowego w Częstochowie. W latach 1922–1923 w Grudziądzu ukończył kurs przeszkalający dla urzędników wojskowych oraz w 1923 roku w Warszawie zdał egzamin z zakresu 6 klas gimnazjalnych. Następnie od 15 kwietnia 1923 do 1 stycznia 1925 roku służył w PKU Krzemieniec jako oficer ewidencyjny na pow. Krzemieniecki. 1 stycznia 1925 roku awansowany do stopnia chorążego. Od maja 1925 roku służył w 43 pułku piechoty, a w 1926 roku został mianowany podporucznikiem piech. ze starszeństwem z dniem 1 lipca 1925 roku i przydzielony do 51 pułku piechoty, gdzie dowodził plutonem ckm i plutonem strzeleckim. Po awansowaniu 1 lipca 1927 roku do stopnia porucznika piechoty, był oficerem PW, później pełniącym obowiązki oficera ewidencji personalnej, a po ukończeniu kursu pionierskiego od marca 1931 do września 1935 roku dowódcą plutonu pionierów. 1 stycznia 1935 roku otrzymał awans do stopnia kapitana piech. W latach 1935–1937 ponownie dowodził kompanią strzelecką. 9 maja 1937 roku został przeniesiony do 84 pułku piechoty w Pińsku, w którym pełnił funkcję podkwatermistrza i adiutanta III baonu detaszowanego w Łunińcu.
Po mobilizacji w marcu 1939 był dowódcą 4 kompanii ckm, a później 12 kompanii strzeleckiej, którą nadal dowodził podczas kampanii wrześniowej, a po rozbiciu 9 września 1939 roku pod Przyłękiem IV baonu 84 pp pozostawał bez przydziału przy dowódcy pułku. Podczas obrony Modlina był oficerem żywnościowym, a od 22 września 1939 roku oficerem materiałowym pułku. Wyznaczony w 83 pułku piechoty na stanowisko dowódcy baonu, ale z powodu kapitulacji nie objął funkcji. Przedostał się na wschód po kapitulacji Modlina, a w 1940 roku aresztowało go NKWD i wywieziony został na Syberię.
Uwolniony po pakcie Sikorski–Majski, wstąpił do Armii Polskiej w ZSRR i został przydzielony do ośrodka zapasowego 6 Dywizji Piechoty, w którym był szefem wyszkolenia oficerskiego, zastępcą przewodniczącego oficerskiej komisji weryfikacyjnej i komendantem oficerskiego kursu przeszkoleniowego. Przydzielony w styczniu 1942 roku do formującej się 9 Dywizji Piechoty na stanowisko szefa oddziału III sztabu, a następnie dowodził transportami ewakuacyjnymi dywizji z Uzbekistanu do Iranu. Po ewakuacji przydzielony do Bazy Ewakuacyjnej w Pahlevi, w której był polskim dowódcą portu i komendantem miasta. W maju 1942 roku wraz z 9 DP został wcielony do 3 Dywizji Strzelców Karpackich, w której dowodził szkołą podoficerską 4 batalionu Strzelców Karpackich, a później kompanią dowodzenia 5 batalionu Strzelców Karpackich. W okresie późniejszym dowodził kompanią podchorążych, a 25 lutego 1944 roku przeniesiono go do dyspozycji Oddziału Personalnego Sztabu Naczelnego Wodza. 1 marca 1944 roku awansował do stopnia majora piech. Powrócił do 2 Korpusu Polskiego 3 listopada 1944 roku i został przydzielony na stanowisko zastępcy dowódcy w 23 baonie piechoty. W końcowym okresie wojny był zastępcą dowódcy, a później dowódcą 6 batalionu Strzelców Karpackich. 11 kwietnia 1945 roku został ranny nad rzeką Santrano. W listopadzie 1946 roku po przewiezieniu baonu do Wielkiej Brytanii był w obozie Maghul k. Liverpoolu szefem wyszkolenia. W latach 1947–1949 w ramach Polskiego Korpusu Przysposobienia i Rozmieszczenia dowodził obozem oficerskim Caveley. W kwietniu 1949 roku został zdemobilizowany.
Wyjechał do Stanów Zjednoczonych i zamieszkał w Nowym Jorku. Awansowany na podpułkownika w korpusie oficerów piechoty. Zmarł w szpitalu weteranów East Orange (New York) 10 czerwca 1991 roku. Pochowany na cmentarzu kombatanckim w Doylestown – „Amerykańskiej Częstochowie”.
W 1981 roku w Wojskowym Przeglądzie Historycznym został opublikowany list ppłk. w st. sp. Stanisława Radajewicza zatytułowany „Uwagi o udziale IV batalionu 84 pp Strzelców Poleskich w boju pod Mokrą”.

## Ordery i odznaczenia
- Krzyż Srebrny Orderu Wojskowego Virtuti Militari[7]
- Krzyż Niepodległości
- Krzyż Kawalerski Orderu Odrodzenia Polski
- Krzyż Walecznych – trzykrotnie
- Złoty Krzyż Zasługi z Mieczami
- Srebrny Krzyż Zasługi z Mieczami
- Srebrny Krzyż Zasługi